# Carazo (departament)
Carazo – jeden z 15 departamentów Nikaragui, położony na wybrzeżu pacyficznym. Ośrodkiem administracyjnym jest miasto Jinotepe (25,1 tys. mieszk.). Największym ośrodkiem miejskim jest jednak Diriamba (30,6 tys.).
Departament Carazo to ważny okręg uprawy kawy.

## Gminy (municipios)
1. Diriamba
2. Dolores
3. El Rosario
4. Jinotepe
5. La Conquista
6. La Paz de Carazo
7. San Marcos
8. Santa Teresa